# ديف أودوم (لاعب كرة قاعدة)
ديف أودوم (بالإنجليزية: Dave Odom)‏ هو لاعب كرة قاعدة أمريكي، ولد في 5 يونيو 1918 في دينوبا في الولايات المتحدة، وتوفي في 19 نوفمبر 1987 في ميرتل بيتش في الولايات المتحدة.

## وصلات خارجية
- ديف أودوم على موقع دوري كرة القاعدة الرئيسي (الإنجليزية)
- ديف أودوم على موقعبيزبول رفرنس.كوم (الدوري الرئيسي) (الإنجليزية)
- ديف أودوم على موقعبيزبول رفرنس.كوم (الدوري الثانوي) (الإنجليزية)